# 斯坦利·米尔格拉姆
斯坦利·米尔格拉姆（英語：Stanley Milgram，1933年8月15日—1984年12月20日），美国社会心理学家，於1960年在耶鲁大学工作时进行了著名的米尔格拉姆实验，测试人们对权威的服从性。未能在耶鲁大学获得终身教职的他於1963年转往哈佛大学工作，进行小世界实验，因而启发了六度分隔理论。未能在哈佛大学获得终身教职的他於1967年接受了纽约市立大学的终身教授席位。終年51岁，死于心脏病。

## 著作
- 《服從權威（英语：Obedience to Authority: An Experimental View）》（1974）